# Arthur Batut
Pour les articles homonymes, voir Batut.
Arthur Batut, né le 9 février 1846 à Castres, mort le 19 janvier 1918 à Labruguière, est un photographe français, pionnier des « portraits-types » et de la photographie aérienne automatique en France.

## Biographie

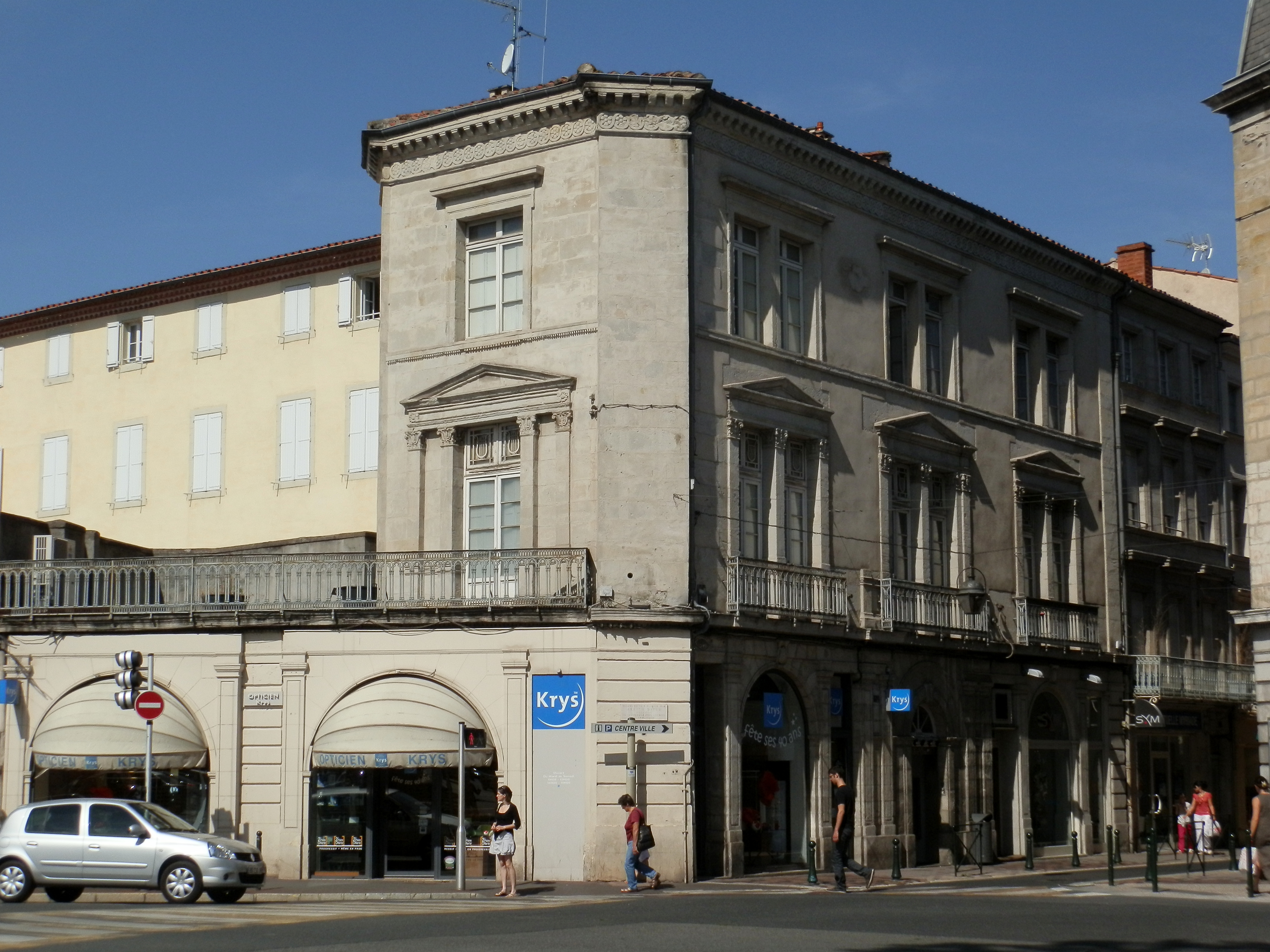
Hôtel situé près de la place Soult à Castres où est né Arthur Batut

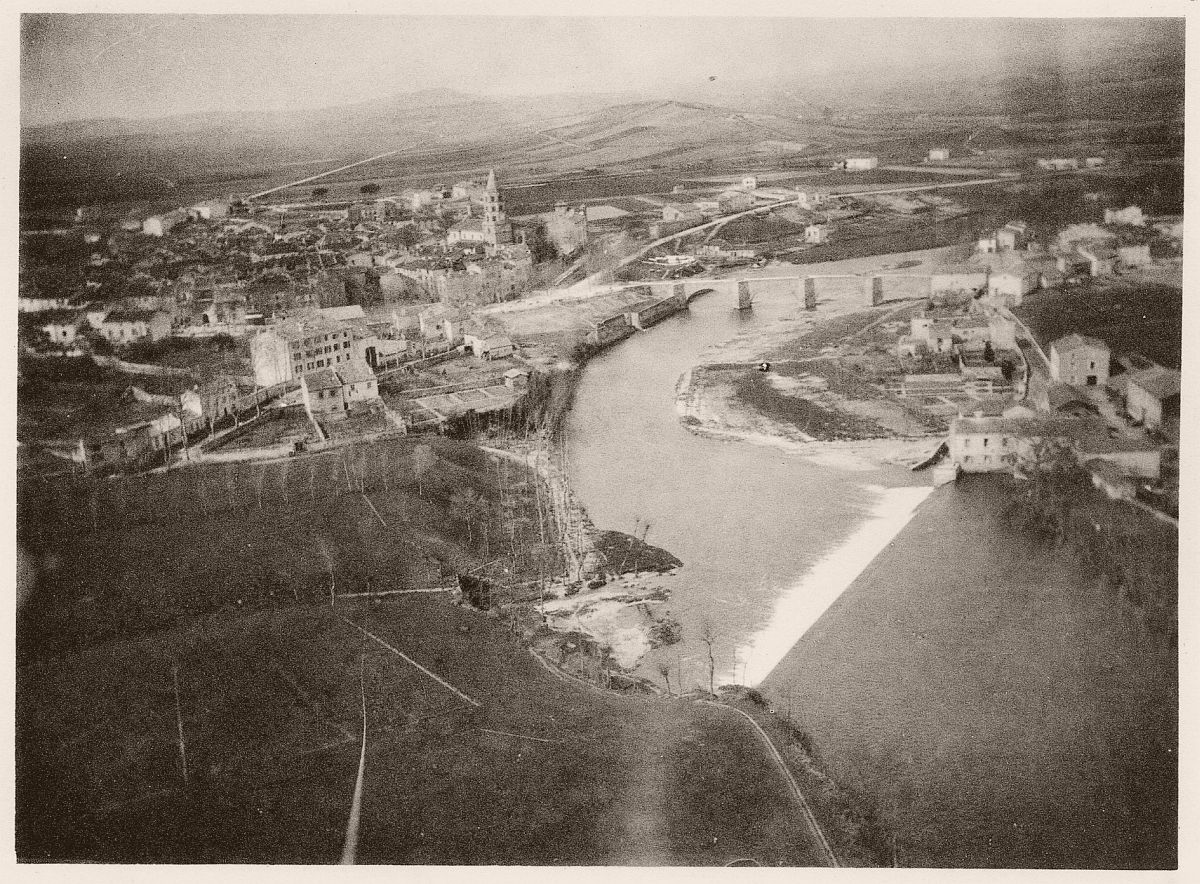
Vue perspective de Labruguière (Tarn) — Photographiée en cerf-volant, à 90 m de hauteur, le 29 mars 1889, à 11 h du matin.

Personnage caractéristique du XIXe siècle, esprit autodidacte, curieux et inventif, Arthur Batut a réalisé dès 1884 plusieurs études sur le « portrait-type ». Il s'agit de synthétiser, grâce à la photographie, les caractéristiques d'un type humain par la superposition de clichés. En Angleterre, Galton avait par superposition obtenu une image synthétique d'Alexandre le Grand à partir de monnaies anciennes. Pour rechercher les caractéristiques physiques d'une population, Batut superpose, en les sous-exposant, les portraits de nombreux individus et, après les avoir ramenés à la même échelle, découvre ce qu'il appelle le portrait-type, véritable « image de l'invisible ».
Il publie un ouvrage sur ses travaux d'images composites chez Gauthier-Villars en 1887.
Dès l'apparition des plaques de verre suffisamment rapides pour obtenir des instantanés, il entreprend la construction d'un cerf-volant qu'il va équiper d'une chambre noire dont l'obturateur est automatiquement déclenché par la combustion d'une mèche d'amadou. Au printemps 1888, il obtient sa première prise de vue aérienne automatique au format 8 × 8 cm.
Le 1er avril 1907, Arthur Batut réalise la première photographie aérienne stéréoscopique. Il augmente l’altitude de ses prises de vue et réussit des couples stéréoscopiques à 477 mètres de hauteur.
Après avoir maîtrisé sa technique, il publie en 1890 un livre de photographies aériennes prises à partir d'un cerf-volant chez Gauthier-Villars.

## Postérité
La ville de Labruguière a fondé l’Espace photographique Arthur-Batut en 1988, rebaptisé ensuite Musée Arthur Batut & Expositions photographiques en 2025, à l’occasion du centenaire de l’invention de l’aérophotographie par cerf-volant. Les œuvres et les archives du photographe, riches de près de 5 000 plaques photographiques, ont été léguées par sa famille à l'Association d'études et de recherches archéologiques et historiques, pour être mises en valeur et exposées à Labruguière. Prises en compte par le conseil général du Tarn, avec la tutelle des archives départementales, elles sont devenues propriétés publiques. L’Espace photographique Arthur-Batut est aujourd’hui installé dans les locaux spacieux du Rond-Point, le centre culturel de Labruguière, et comporte plus de 10 000 pièces dont une importante collection de tirages d'artistes contemporains. Depuis 1988, plusieurs grands noms de la photographie y ont exposé leurs œuvres, tels : Jean Dieuzaide, Robert Doisneau, Willy Ronis, Sabine Weiss, Marc Riboud, Florence Gruère, Yvette Troispoux, Marie-Laure de Decker, John Phillips, Roland Laboye ou Pierre de Fenoÿl… En reconnaissance de la qualité et de l’antériorité du travail d’Arthur Batut, cinq de ses photographies concernant le portrait-type ont été exposées au sein de l’exposition Faking it ou la photographie manipulée avant Photoshop, au Metropolitan Museum of Art de New York, puis à Houston et à Washington, en 2012-2013.

## Publications
- La Photographie appliquée à la production du type d'une famille, d'une tribu ou d'une race, Paris, Gauthier-Villars, 23 p. (lire en ligne).
- La Nature, No 795  du 25 août 1888
- La Photographie aérienne par cerf-volant, Paris, Gauthier-Villars, 1890, 74 p. (lire sur Wikisource)

## Expositions
- mars - juin 1954 : Le Cerf-voliste Arthur Batut, créateur de la photographie aérienne automatique et la photographie aérienne, Musée Goya, Castres[3],[4].
- avril - juin 2001 : Arthur Batut, fotógrafo, 1846-1918, Université de Valence, Espagne[5].
- 5 mai - 29 août 2008 : Arthur Batut : regards d'un humaniste photographe, 1846-1918, Archives départementales du Tarn, Albi[6].